# Penny Ryan
Penny Ryan (Edmonton, 23 maggio 1960) è un'ex giocatrice di curling canadese.

## Biografia
Partecipò ai XV Giochi olimpici invernali di Calgary (Canada) nel 1988, riuscendo ad ottenere la prima posizione nella squadra canadese con i connazionali Linda Moore, Lindsay Sparkes, Debbie Jones e Patti Vande.
Nell'edizione la nazionale svedese si classificò seconda, la norvegese terza. La competizione ebbe lo status di sport dimostrativo.